# Encyclopaedia Cursus Philosophici
Encyclopaedia Cursus Philosophici és una enciclopèdia de Johann Heinrich Alsted, una obra de referència de principis del segle xvii que volia fer un compendi del saber inspirant-se en l'obra de Ramon Llull. Per estructurar els escrits inventa un nou sistema de categories, que va influir en Jan Amós Comenius, entre d'altres. Els diferents capítols corresponen a les disciplines científiques de l'època: filosofia, llengües, geografia, dret, arts mecàniques, paradoxologia i retòrica. És la gran darrera enciclopèdia en llatí.